# American Jewish Joint Distribution Committee
El Comité Judío Estadounidense de Distribución Conjunta (en inglés: American Jewish Joint Distribution Committee) (JDC ) es una organización humanitaria judía de los EE. UU. Está basada en Nueva York. Fue fundada en el año 1914, hoy está presente en más de 70 países. La JDC ayuda a las comunidades judías del mundo a través de su cobertura asistencial social. La organización financia igualmente proyectos humanitarios destinados a comunidades no judías.

## Actividades
El Comité Judío Americano de Distribución Conjunta financia programas para asistir a los judíos empobrecidos de la Comunidad de Estados Independientes, y de los países de Europa del Este, proporcionando comida, medicinas, asistencia en el hogar, y cuidados para los ancianos judíos, y los niños que necesitan ayuda. El JDC también permite que las pequeñas poblaciones judías de América Latina, África, y los países de Asia, mantengan unos servicios sociales básicos, y ayuda a asegurar un futuro judío para sus jóvenes y para las generaciones venideras. En Israel, el JDC responde a las necesidades derivadas de la crisis, mientras que ayuda a mejorar la asistencia para los ancianos, los niños y los jóvenes, los nuevos inmigrantes, los discapacitados, y otros grupos de población vulnerable.